# Кліни (Опочинський повіт)
Кліни (пол. Kliny) — село в Польщі, у гміні Опочно Опочинського повіту Лодзинського воєводства.
Населення — 334 особи (2011).
У 1975-1998 роках село належало до Пйотрковського воєводства.

## Демографія
Демографічна структура станом на 31 березня 2011 року:
|          | Загалом | Допрацездатний вік | Працездатний вік | Постпрацездатний вік |
| -------- | ------- | ------------------ | ---------------- | -------------------- |
| Чоловіки | 169     | 38                 | 120              | 11                   |
| Жінки    | 165     | 34                 | 97               | 34                   |
| Разом    | 334     | 72                 | 217              | 45                   |